# كبريتيد الرصاص الرباعي
كبريتيد الرصاص الرباعي هو مركب كيميائي صيغته PbS2، ويوجد في الشروط القياسية على شكل بلورات صلبة.

## التحضير
يحضر المركب تحت شروط خاصة قاسية وذلك عند درجات حرارة تفوق 600 °س وتحت ضغوط مرتفعة وذلك من تفاعل كبريتيد الرصاص الثنائي مع عنصر الكبريت.

## الخواص
يتبلور كبريتيد الرصاص الرباعي بشكل مشابه لمركب كبريتيد القصدير الرباعي وذلك على نمط تبلور يوديد الكادميوم.